# Atyria compensata
Atyria compensata är en fjärilsart som beskrevs av Paul Dognin 1906. Atyria compensata ingår i släktet Atyria och familjen mätare. Inga underarter finns listade i Catalogue of Life.